# Speyeria
Speyeria es un género de lepidópteros de la familia Nymphalidae. Son mariposas de tamaño mediano a grande, de color naranja con diseños negros. Las larvas se alimentan de especies de violetas, género Viola. 
Se distribuye por Norteamérica y Eurasia, es decir es un género holártico.

## Especies
Relación de especies.
- Speyeria adiaste (Edwards, 1864)
- Speyeria aglaja (Linnaeus, 1758)
- Speyeria alexandra (Ménétriés, 1832)
- Speyeria aphrodite (Fabricius, 1787)
- Speyeria atlantis (Edwards, 1862)
- Speyeria callippe (Boisduval, 1852)
- Speyeria carolae (dos Passos & Grey, 1942)
- Speyeria clara (Blanchard, 1844)
- Speyeria coronis (Behr, 1864)
- Speyeria cybele (Fabricius, 1775)
- Speyeria diana (Cramer, 1777)
- Speyeria edwardsii (Reakirt, 1866)
- Speyeria egleis (Behr, 1863)
- Speyeria hesperis (Edwards, 1864)
- Speyeria hydaspe (Boisduval, 1869)
- Speyeria idalia (Drury, 1773)
- Speyeria mormonia (Boisduval, 1869)
- Speyeria nokomis (Edwards, 1862)
- Speyeria zerene (Boisduval, 1852)